# Monroe Street Bridge
Die Monroe Street Bridge ist eine Straßenbrücke in der Stadtmitte von Spokane, Washington, USA, die im Zuge der gleichnamigen Straße den Spokane River überquert.

## Beschreibung
Die zwischen 1909 und 1911 gebaute Brücke wurde von John C. Ralston geplant, dem Brückenbauingenieur der Stadtverwaltung, der sich von der nur ein Jahr jüngeren Rocky River Bridge bei Cleveland, Ohio, beeinflussen ließ, aber die Spannweite der Monroe Street Bridge bewusst einen Fuß größer ansetzte, so dass sie zum Zeitpunkt ihrer Fertigstellung am 23. November 1911 die größte Spannweite aller Betonbogenbrücken in den USA hatte und weltweit nur vom wenige Monate zuvor eröffneten Ponte del Risorgimento in Rom übertroffen wurde. Sie gilt heute als Wahrzeichen der Stadt.
Die architektonische Gestaltung der Brücke übernahmen Kirtland Kelsey Cutter und Karl G. Malmgren, zwei in Spokane aktive und angesehene Architekten.

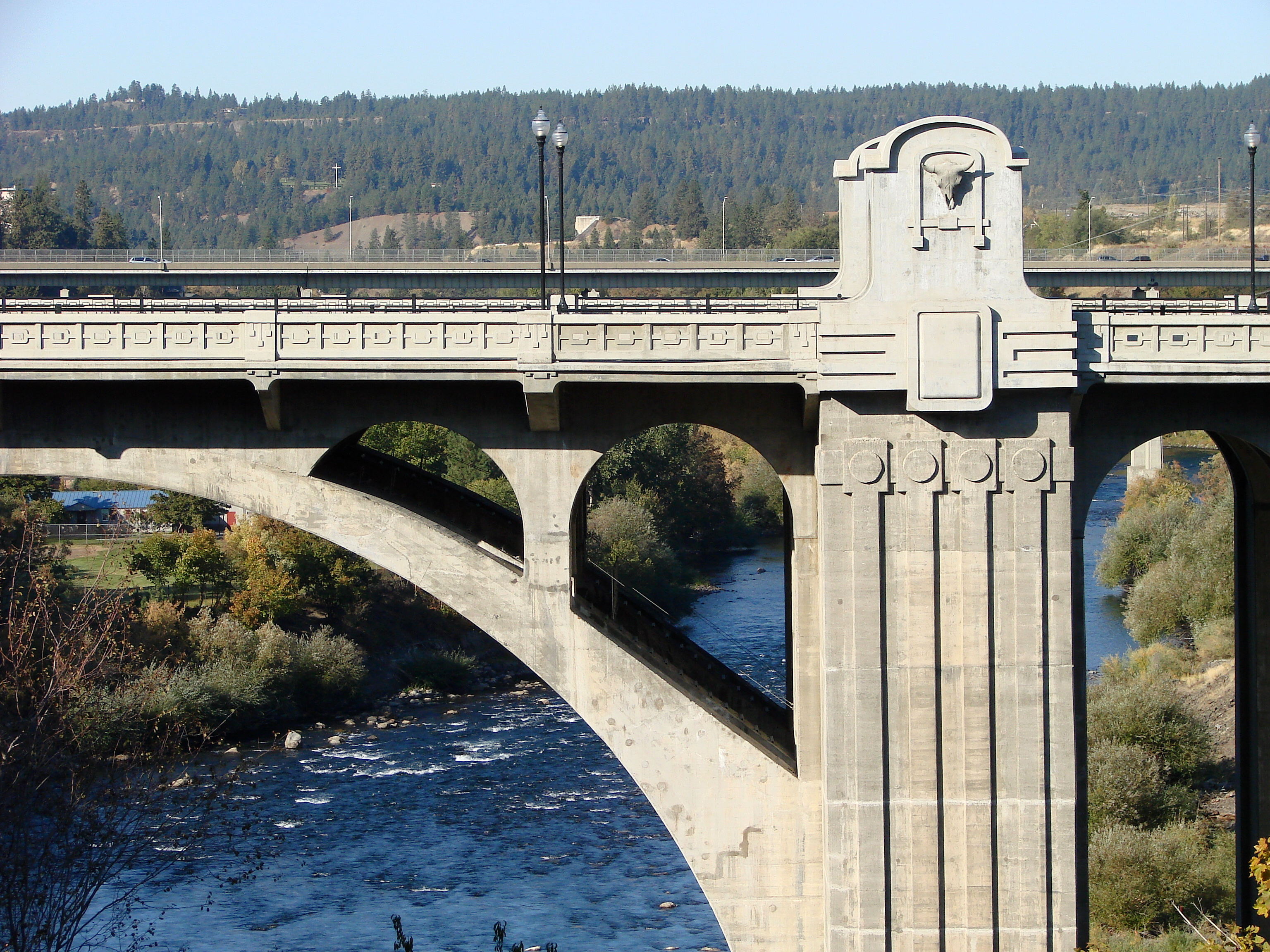

Die insgesamt 273 m (896 ft) lange Monroe Street Bridge hat eine Hauptöffnung mit einer Spannweite von 85,6 m (281 ft), die von zwei mächtigen Pfeilern flankiert wird, und zwei  Seitenöffnungen von je 36,5 m (120 ft), an die sich weitere Viadukte auf den Talböschungen anschließen. Ihre Bögen bestehen aus zwei parallelen, 40 m (130 ft) hohen und 5 m (16 ft) breiten Rippen, die ohne Gelenke und aus unbewehrtem Beton erstellt wurden. Sie sind an den Kämpfern 5,7 m  stark und verjüngen sich auf 2 m im Bogenscheitel. Auf den beiden Seiten dieser Doppelbögen sind in der Hauptöffnung je 5 und in den Seitenöffnungen je 2 Sparbögen zur Stützung der Brückenplatte aufgeständert. Die Brückenplatte ist unterteilt in eine 15 m (50 ft) breite, vierstreifige Straße und beidseits 2,7 m (9 ft) breite Gehwege. Auf den Pfeilern sind über den Gehwegen kleine, rechteckige Pavillons angeordnet, die mit stilisierten Bisonköpfen aus Betonguss verziert sind.

## Geschichte
Die erste Brücke an dieser Stelle war eine 1889 eröffnete hölzerne Trestle-Brücke, die 1890 bereits wieder abbrannte.
Ihr folgte kurz danach eine stählerne Auslegerbrücke, die jedoch erhebliche Schwingungen und Senkungen in der Brückenmitte aufwies. Sie wurde 1905 für unsicher erklärt und 1909 im Zusammenhang mit dem Bau der neuen Betonbogenbrücke abgerissen.
Die 1911 eröffnete Betonbogenbrücke hatte zunächst an ihrem südlichen Ende ebenfalls nur ein Trestle-Viadukt, das erst einige Jahre später durch Betonbögen wie auf der Nordseite ersetzt wurde.

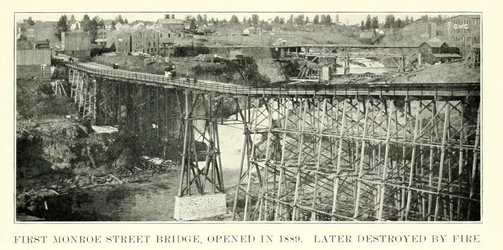
Erste Monroe Street Bridge von 1889
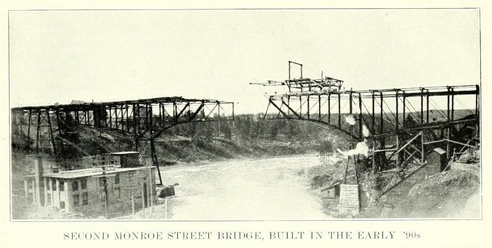
Zweite Monroe Street Bridge von 1891
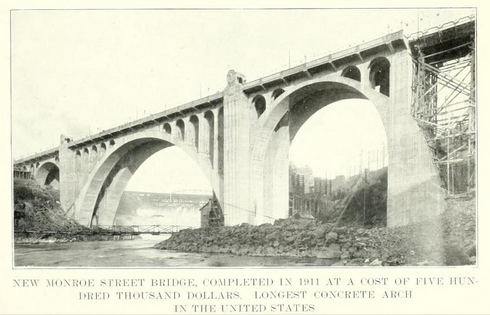
Monroe Street Bridge von 1911

Der Anblick der neuen Brücke, des Stolzes der jungen Stadt, wurde jedoch schon 1914 beeinträchtigt, als die Union Pacific Railroad eine Fachwerk-Eisenbahnbrücke quer über den nördlichen Seitenbogen errichtete, die erst 1973 wieder abgebaut wurde.
In den 1990er Jahren hatte sich der Zustand der Brücke so verschlechtert, dass ein Abriss geplant wurde. Nach Protesten aus der Bevölkerung entschied man sich schließlich für den Erhalt der Brücke, bei dem von Januar 2003 bis September 2005 die Bögen saniert, fast der ganze Rest der Brücke jedoch im alten Stil neu aufgebaut wurde.
Die Monroe Street Bridge wurde 1976 in das National Register of Historic Places aufgenommen.